# Erpur Meldungsson
Erpur Meldungsson (o Erp, n. 867) fue un vikingo de las islas británicas, posiblemente Escocia, que acompañó a Aud la Sabia en su viaje de colonización a Islandia. Erp era hijo de un jarl llamado Meldun, y no se conoce las circunstancias por las que acabó siendo thrall (esclavo) de la matriarca Aud, aunque posiblemente fue una situación forzada por alguna deuda. Según la saga de Laxdœla, fue liberado por su ama y recibió las tierras llamadas Saudafells para fundar su propia hacienda. Aud dijo sobre su persona: 
«Nunca fue mi intención que un hombre de tan alta cuna fuese llamado esclavo»
Erp tuvo tres hijos: Ásgeir Erpsson, y Skáti Erpsson, posiblemente gemelos pues ambos nacieron hacia 898 en Escocia, y Halldís Erpsdóttir (n. 905), que casaría con Dala-Alf Eysteinsson.